# Didier Delsalle
Didier Delsalle, född 6 maj 1957 i Aix-en-Provence i Frankrike, är en fransk pilot. Den 14 maj 2005 blev han den första personen att landa en helikopter på toppen av Mount Everest.

## Biografi
Delsalle anslöt sig till det franska flygvapnet 1979 som jaktpilot. Två år senare blev han helikopterpilot och deltog som sådan i sök- och räddningsoperationer under det följande decenniet. Delsalle arbetade sedan i fem år som testpilot och instruktör vid pilotskolan EPNER i Istres. Delsalle blev sedan anställd av Eurocopter som chefstestpilot med ansvar för små enmotoriga helikoptrar och snart för de större NH90- helikoptrar som var under utveckling.

## Helikopterlandningen på Mount Everest
Landningen förbereddes genom flera testflygningar som genomfördes från och med april 2004 och ett år framåt. I april 2005 ledde flygningarna till FAI-rekord för snabbaste klättringen i en helikopter till höjderna 3 000, 6 000 och 9 000 m ö.h. Delsalle genomförde också en provflygning till 10 211 m ö.h.
Den 14 maj 2005, klockan 07:08 nepalesisk tid (01:23 UTC ), satte Delsalle världsrekord för höghöjdslandning av en helikopter när hans Eurocopter AS350 tog mark på toppen av Mount Everest 8 848 m ö.h. Både flygturen och topplandningen registrerades av en mängd kameror och annan mätutrustning för att säkra rekordet. Efter att ha låtit helikoptern vila på toppen i 3 minuter och 50 sekunder lättade Delsalle och återvände till Tenzing-Hillary flygplatsen i Lukla, Nepal.
Delsalle använde en standardversion av Eurocopter AS350 Ecureuil B3, men tog ut passagerarsäten och annan onödig vikt för en total viktminskning om 120 kg.

## FAI-certifierade världsrekord
- 14 april 2005 - Snabbaste stigning med helikopter till 3000 m ö.h. (2:21 minuter)[5]
- 14 april 2005 - Snabbaste stigning med helikopter till 6000 m ö.h. (5:06 minuter)[5]
- 14 april 2005 - Snabbaste stigning med helikopter till 9000 m ö.h. (9:26 minuter)[5]
- 14 maj 2005 - Högsta start med helikopter (8848 m ö.h.)[5]